# Partido Comunista de Liberación Nacional
El Partido Comunista de Liberación Nacional (PCLN) fue un partido comunista e independentista de Galicia formado en 1986 y disuelto en 1990.

## Historia

### Orígenes y salida de la UPG
Los orígenes del PCLN están en el 25 de julio de 1986, fecha en la que fue fundado el Colectivo Comunista "22 de Marzo", formado por 13 miembros del Comité Central de la Unión do Povo Galego (UPG) disconformes con la decisión de su V Congreso (en una votación no exenta de polémica) de aprobar el juramento de la Constitución Española de 1978 en el Parlamento de Galicia. Los militantes de dicho colectivo abandonaron la UPG disconformes con la decisión y fundaron el PCLN. Las principales figuras del Partido eran Mariano Abalo (secretario general), Manuel Camaño y Xan Carballo, secretario general de la Intersindical Nacional dos Traballadores Galegos (INTG).

### Expulsión del BNG y unidad independentista
En la III Asamblea Nacional del BNG (celebrada en Carballiño en 1987) se decidió expulsar al PCLN por el apoyo de éste a Herri Batasuna en las elecciones al Parlamento Europeo de ese mismo año. Dicha coalición obtuvo 7.242 votos en Galicia, el 0'59% del total. El PCLN se inscribió en el registro de partidos políticos del Ministerio del Interior de España el 13 de febrero de 1988, y comenzó así un proceso de aproximación a las otras organizaciones de la izquierda independentista gallega, la más significativa de las cuales era Galiza Ceive-OLN. En 1988 el PCLN y GC-OLN crearon una coalición bajo el nombre de Frente Popular Galega (FPG), en la que también se integraron, aparte de estos dos partidos, organizaciones de ámbito local y comarcal como el Colectivo Nacionalista de Trasancos, el Colectivo Nacionalista de Vigo, el Colectivo Iskreiro, los Grupos Independentistas Galegos (GIGa) y personas no organizadas.
El funcionamiento interno de la FPG generó problemas desde el principio. El PCLN defendía la necesidad de que las organizaciones que formaron la FPG mantuviesen su autonomía organizativa, mientras que Galiza Ceive-OLN quería disolverlas y transformar la FPG en una organización unitaria. También existía una fuerte divergencia entre GZ-OLN y el PCLN con respecto a la lucha armada del Exército Guerrilheiro do Povo Galego Ceive (EGPGC), apoyado por los primeros y criticado por el PCLN. A causa de esta crisis interna, fue convocada una Asamblea Nacional Extraordinaria en la que Galiza Ceive-OLN decidió abandonar la FPG y constituir la Assembleia do Povo Unido (APU).

### Disolución
El PCLN acabó disolviéndose en la FPG hacia 1990, debido a que era el único partido que quedaba en la antigua coalición, convirtiéndose la FPG en un partido político unitario a partir de entonces.

## Prensa
Editaron un boletín (con un único número) bajo el título "PCLN", que saldría a la calle el 1 de mayo de 1988.

## Implantación
Los miembros del PCLN tuvieron una importante influencia en el mundo sindical (Vigo, Orense, la Comarca del Morrazo, Santiago de Compostela o La Coruña) y presencia en las Comisións Labregas y en Mulleres Nacionalistas Galegas.